# NGC 5233
NGC 5233 је спирална галаксија у сазвежђу Ловачки пси која се налази на NGC листи објеката дубоког неба.
Деклинација објекта је + 34° 40' 38" а ректасцензија 13h 35m 13,4s. Привидна величина (магнитуда) објекта NGC 5233 износи 14,0 а фотографска магнитуда 14,8. NGC 5233 је још познат и под ознакама UGC 8568, MCG 6-30-47, CGCG 190-29, PGC 47895.